# Louis François Auguste Souleyet
Louis François Auguste Souleyet, né en 1811 et mort en 1852, fut un chirurgien de marine et zoologiste.